# Tête du Replat
La Tête du Replat è una montagna sita nel Massiccio des Écrins e alta 3442 m s.l.m.

## Caratteristiche

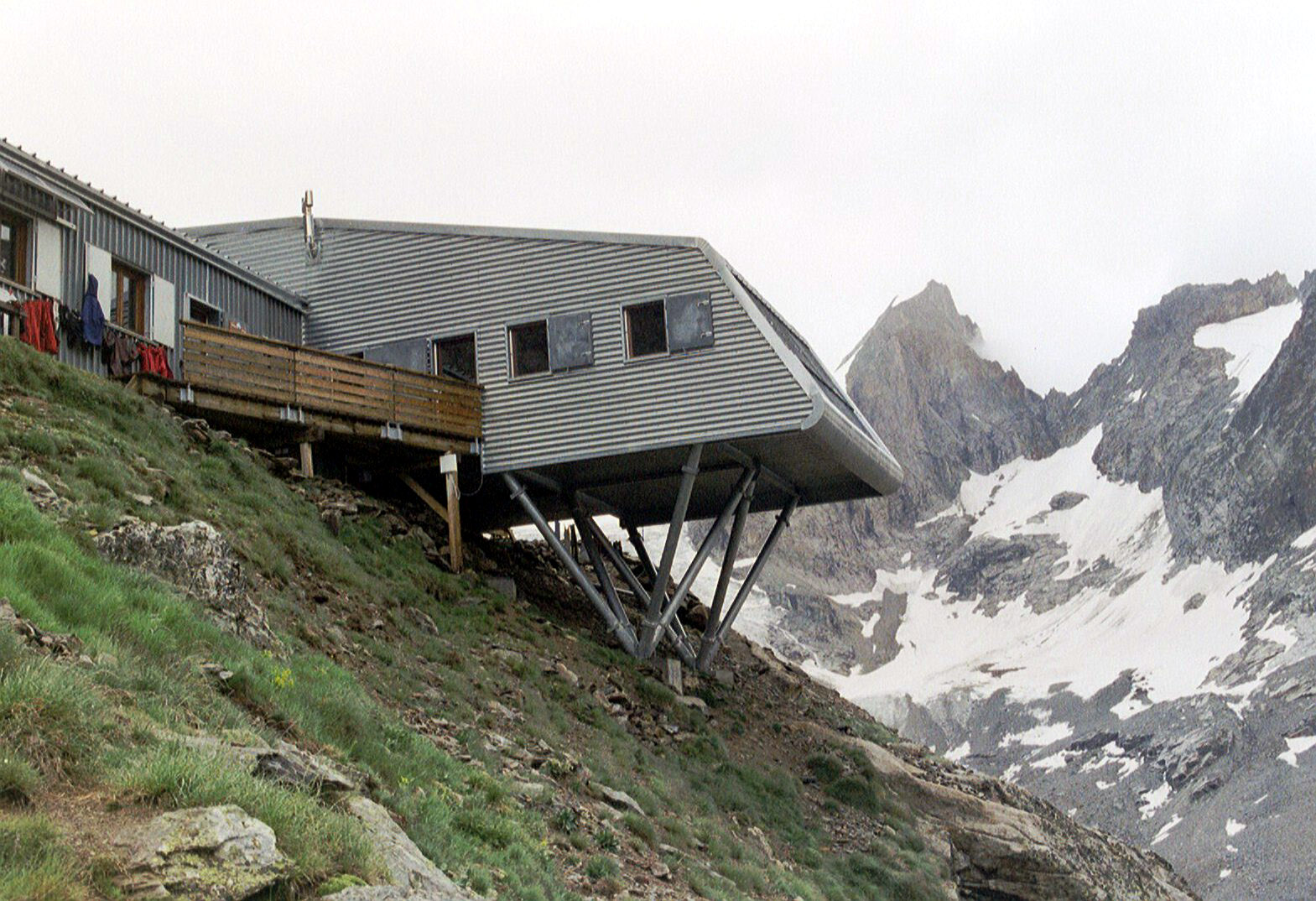
Il Refuge de la Selle con sullo sfondo la Tête Sud du Replat.

È compresa fra due montagne più grandi e più imponenti, Le Râteau e la Meije, sulle quali offre una veduta assai interessante.
È composta due cime:
- Tête Sud du Replat - 3.428 m[1],
- Tête Nord du Replat - 3.442 m.

La nord, essendo la più alta, viene generalmente preferita dagli alpinisti. In realtà è possibile salire entrambe senza molta perdita di tempo.

## Salita alla vetta
La salita parte dal rifugio della Selle, sito nel vallone del Diable. Per pietraie poco stabili si raggiunge il modestissimo e piano ghiacciaio della Selle, e in breve le rocce poco solide della cima Nord che si possono affrontare con vari itinerari abbastanza ripidi, ma tutti molto brevi. Sono consigliabili corda e materiale di alpinismo.
In alternativa si può salire dal versante opposto e partendo dal Refuge du Châtelleret.